# Shuangxian
Shuangxian är en köping i nordvästra Kina. Den ligger i Jingning härad i Pingliang i provinsen Gansu, omkring 190 kilometer sydost om provinshuvudstaden Lanzhou. Antalet invånare är 12 322. Befolkningen består av 6 170 kvinnor och 6 152 män. Barn under 15 år utgör 18,0 %, vuxna 15-64 år 70 %, och äldre över 65 år 10,0 %.